# ماکسیم گروزنوف
ماکسیم گروزنوف (روسی: Максим Грузнов؛ زادهٔ ۲۱ آوریل ۱۹۷۴) بازیکن فوتبال اهل استونی بود.
از باشگاه‌هایی که در آن بازی کرده‌است می‌توان به باشگاه فوتبال ناروا ترانس، باشگاه فوتبال تی‌وی‌ام‌کی، باشگاه فوتبال لانتانا تالین، و باشگاه فوتبال سیلامائه کالو اشاره کرد.